# Bravo, loupiot !
Pour plus de détails, voir Fiche technique et Distribution.
Bravo, loupiot ! (That's my Pup!) est le 76e court métrage d'animation de la série américaine Tom et Jerry réalisé par William Hanna et Joseph Barbera et sorti le 25 avril 1953.